# Flight 666 - The Original Soundtrack
Flight 666 - The Original Soundtrack é um álbum ao vivo da banda de heavy metal Iron Maiden. Lançado em 22 de maio de 2009 no Reino Unido. Nos Estados Unidos foi lançado em 9 de junho, para coincidir com o lançamento do documentário da banda e DVD ao vivo Iron Maiden: Flight 666. Contém apresentações ao vivo de canções de vários locais em toda a primeira perna da Somewhere Back In Time World Tour.
O segundo disco é quase totalmente baseado em concertos na América Latina, com exceção da última faixa "Hallowed Be Thy Name", tocado no Canadá.

## Faixas

### Disco 1
1. "Churchill's Speech" (Winston Churchill) - 0:43
Gravado ao vivo em Bombaim, Índia, Bandra-Kurla Complex; 1 de fevereiro de 2008
2. "Aces High" (Steve Harris) - 4:49
Gravado ao vivo em Bombaim, Índia, Bandra-Kurla Complex; 1 de fevereiro de 2008
Originalmente no álbum Powerslave (1984)
3. "2 Minutes to Midnight" (Adrian Smith, Bruce Dickinson) - 5:57
Gravado ao vivo em Melbourne, na Austrália, Rod Laver Arena, 7 de fevereiro de 2008
Originalmente no álbum Powerslave (1984)
4. "Revelations" (Dickinson) - 6:28
Gravado ao vivo em Sydney, Austrália, Acer Arena, 9 de fevereiro de 2008
Originalmente no álbum Piece of Mind (1983)
5. "The Trooper" (Harris) - 4:01
Gravado ao vivo em Tóquio, Japão, Tokyo Messe Hall; 16 de fevereiro de 2008
Originalmente no álbum Piece of Mind (1983)
6. "Wasted Years" (Smith) - 5:07
Gravado ao vivo em Monterrey, no México, Arena Monterrey, 22 de fevereiro de 2008
Originalmente no álbum Somewhere in Time (1986)
7. "The Number of the Beast" (Harris) - 5:07
Gravado ao vivo em Los Angeles, E.U.A., o Fórum; 19 de fevereiro de 2008
Originalmente no álbum The Number of the Beast (1982)
8. "Can I Play With Madness" (Harris, Smith, Dickinson) - 3:36
Gravado ao vivo na Cidade do México, México Foro Sol Stadium, 24 de fevereiro de 2008
Originalmente no álbum Seventh Son of a Seventh Son (1988)
9. "Rime of the Ancient Mariner" (Harris) - 13:41
Gravado ao vivo em Nova Jersey, E.U.A., Izod Center, 14 de março de 2008
Originalmente no álbum Powerslave (1984)

### Disco 2
1. "Powerslave" (Dickinson) - 7:28
Gravado ao vivo em San Jose, Costa Rica, Saprissa Stadium; 26 de fevereiro de 2008
Originalmente no álbum Powerslave (1984)
2. "Heaven Can Wait" (Harris) - 7:36
Gravado ao vivo em São Paulo, Brasil, Palmeiras Stadium; 2 de março de 2008
Originalmente no álbum Somewhere in Time
3. "Run to the Hills" (Harris) - 3:59
Gravado ao vivo em Bogotá, Colômbia, Simon Bolivar, 28 de fevereiro de 2008
Originalmente no álbum The Number of the Beast
4. "Fear of the Dark" (Harris) - 7:32
Gravado ao vivo em Buenos Aires, Argentina, Ferrocaril Oeste Stadium; 7 de março de 2008
Originalmente no álbum Fear of the Dark (1992)
5. "Iron Maiden" (Harris) - 5:26
Gravado ao vivo em Santiago, Chile, Pista Atletica, 9 de março de 2008
Originalmente no álbum Iron Maiden (1980)
6. "Moonchild" (Dickinson, Smith) - 7:29
Gravado ao vivo em San Juan, Porto Rico, Coliseo De Puerto Rico, 12 de março de 2008
Originalmente no álbum Seventh Son of a Seventh Son (1988)
7. "The Clairvoyant" (Harris) - 4:38
Gravado ao vivo em Curitiba, no Brasil, a Pedreira Paulo Leminski; 4 de março de 2008
Originalmente no álbum Seventh Son of a Seventh Son
8. "Hallowed Be Thy Name" (Harris) - 7:52
Gravado ao vivo em Toronto, Canadá, Air Canada Centre, 16 de março de 2008
Originalmente no álbum The Number of the Beast

## Paradas musicais
| País               | Paradas (2009)              | Posição |
| ------------------ | --------------------------- | ------- |
| Áustria            | Ö3 Austria Top 40           | 36      |
| Bélgica (Flanders) | Ultratop                    | 34      |
| Bélgica (Wallonia) | Ultratop                    | 51      |
| Finlândia          | The Official Finnish Charts | 14      |
| França             | SNEP                        | 30      |
| Alemanha           | Media Control Charts        | 6       |
| México             | Top 100 Mexico              | 30      |
| Países Baixos      | MegaCharts                  | 50      |
| Noruega            | VG-lista                    | 22      |
| Espanha            | PROMUSICAE                  | 33      |
| Suécia             | Sverigetopplistan           | 25      |
| Suíça              | Swiss Hitparade             | 24      |
| Reino Unido        | Official Albums Chart       | 15      |
| Estados Unidos     | Billboard 200               | 34      |
| País               | Paradas (2010)              | Posição |
| França             | SNEP                        | 143     |
| Grécia             | IFPI Greece                 | 46      |
| México             | Top 100 Mexico              | 59      |
| Espanha            | PROMUSICAE                  | 70      |
| País               | Paradas (2011)              | Posição |
| Espanha            | PROMUSICAE                  | 73      |

| País   | Certificação | Vendas |
| ------ | ------------ | ------ |
| Canadá | Ouro         | 40.000 |

## Créditos
- Bruce Dickinson — vocal
- Dave Murray — guitarra
- Adrian Smith — guitarra, vocal de apoio
- Janick Gers — guitarra
- Steve Harris — baixo, vocal de apoio
- Nicko McBrain  — bateria
- Michael Kenney  — teclado